# Claude-Adrien Helvétius
Claude Adrien Helvétius, francoski filozof, pisatelj, prostozidar in javni intelektualec * 26. januar 1715, Pariz, Francija, † 26. december 1771, Pariz, Francija.

## Življenje
Claude Adrien Helvetius se je rodil v Parizu, Francija, in je bil potomec družine zdravnikov, prvotno imenovan Claude Adrien Schweitzer, kar pomeni "švicarski" v nemščini, polatinjeno v Helvetius, Helvetij. Njegov oče Jean Claude Adrien Helvetius je bil prvi zdravnik francoske kraljice Marije Leszczyńske. Helvetij je bil usposobljen za finančno kariero izterjevalca davkov, bil vajenec pri materinem bratu v Caenu, vendar je svoj prosti čas raje porabil za poezijo. Pri triindvajsetih je bil na zahtevo kraljice imenovan za generalnega pobiralca davkov. Ker je dobro opravljal svoje dolžnosti, je imel možnost, da se neposredno prepriča o krivicah v fevdalni družbi, ki se je med drugim kazala v brezobzirnem davčnem ropanju. Pogosto se je postavil na kmečko stran, vendar je hitro spoznal, da na ta način ne more veliko doseči. Leta 1751 je dokončno zapustil ta položaj, se oženil, umaknil v zasebno življenje in posvetil filozofiji. Pozimi je bival v Parizu na ulici Svete Ane in z leti so ga uspehi matematika Maupertuisa, pesnika Voltaira in filozofa Montesquieuja spodbudili k želji, da bi se tudi sam dosegel priznanje takratnih razsvetljenskih izobražencev. Tako sta z dobro izobraženo ženo Anne-Catherine de Ligniville ustvarila enega od najboljših pariških salonov. Poleg d'Holbachovega je bil ta salon eden glavnih centrov razsvetljenskega kulturnega življenja. Tja so vsak torek zahajali d'Holbach, Diderot, D'Alambert, Galiani, Falconet in druge znane osebe takratne pariške in svetovne aristokracije. Njihove pogoste razprave so Helvetiju v pretežni meri nudile snov za njegovo glavno delo O duhu (De l'Espirit, 1758). To ga je proslavilo po vsej Evropi in predstavilo kot pomembnega pripadnika razsvetljenskega gibanja.
Po drugi strani je knjiga O duhu izzvala viharje ostrih protestov duhovščine, napade ter šikane s strani vlade, in tako se ji je bil Helvetij prisiljen formalno odpovedati. Na koncu je knjigo leta 1759 parlament obsodil in jo javno zažgal. Dokler je Helvetij bil živ, ni mogel več javno objavljati svojih besedil, zato se je umaknil. Na podeželju je koristil svoje premoženje za pomoč revnim, spodbujanje kmetijstva in razvoj industrije. Za to je pridobil občudovanje mnogih filozofov.
Potoval je po Angliji in Nemčiji, povsod doživel prijazen sprejem, posebno ljubeznivo pa ga je pričakal Friderik Veliki, ki je v Potsdamu dolgi niz let nudil zatočišče preganjanim razsvetljencem. Od njih je Helvetija še posebno cenil Voltaire, medtem ko sta ga Diderot in Holbach pogosto tudi kritizirala. Leta 1771 je umrl v Parizu, a že leto dni po njegovi smrti je ruski knez Galicin izdal njegovo veliko delo O človeku. Ta v glavnem ponavlja njegove prejšnje nazore in jih konkretizira v zvezi s pojavi družbenega življenja, zakonodaje in vzgoje.

## Filozofija

### O duhu in njegov sprejem
Helvetijeve filozofske razprave so se zaključile pri ustvarjanju njegove slavne knjige De l'esprit (O duhu). Prvič je bila objavljena leta 1758 z namenom, da bi nasprotovala Montesquieujevi knjigi O duhu zakonov; Helvetij je namreč močno oporekal Montesquieujevi teoriji, da podnebje vpliva na značaj naroda. Menil je, da ker temelji vzgoja na celotnosti vplivov, ki učinkujejo na človeka, dobi odločujoč pomen zakonito urejanje javnih razmer. Ker samo interes in strast lahko vznemirita in oplodita dušo, je potrebno, da zakonodaja poskuša usmeriti dušo k javni blaginji. Verske zapovedi so poleg teh naravnih zakonov egoizma in državno vodene nravnosti odvečne in celo škodljive. Resnična religija nima nobenih skrivnosti in je identična z resnično moralo.
Delo je takoj pritegnilo pozornost in vzbudilo zelo močna nasprotovanja, posebno s strani sina kralja Ludvika XV.. Vrhovni advokat Joly de Fleury je knjigo prepovedal v pariškem parlamentu januarja leta 1759. Pariška univerza jo je prepovedala, duhovniki pa so prepričali sodišče, da je polna nevarnih naukov. Knjiga je bila razglašena za heretično – tako ateistično, da sta jo Cerkev in država prepovedali in jo dali sežgati. Helvetij je nato, prestrašen, napisal tri ločene in ponižne opustitve. Kljub njegovim protestom glede pravovernosti, je knjigo pariški rabelj javno sežgal.
O duhu je imela daljnosežne negativne posledice za ostale filozofe, zlasti za Denisa Diderota in za vso delo, ki ga je dajal v Enciklopedijo. Verske oblasti, predvsem jezuiti in nov papež, so se začele bati širjenja ateizma in so želele hitro ter močno zatreti  'moderno razmišljanje'. Knjiga je za to postala skoraj grešni kozel.
Voltaire je dejal, da ni dovolj izvirna. Rousseau je izjavil, da je natanko avtorjeva dobronamernost nasprotovala z njegovimi načeli. Grimm je mislil, da so bile vse ideje iz knjige vzete od Diderota. Madame du Deffand je zagovarjala, da so vse dobre stvari iz knjige bile pobrane v njenem lastnem salonu. Čeprav knjiga ni naletela na odobravanje veliko priznanih ljudi, je doživela mnogo izdaj. Velika publiciteta je povzročila, da je bila knjiga prevedena v skoraj vse evropske jezike.

### Psihološki egoizem
Helvetijeva filozofija spada pod šolo psihološkega egoizma:
1. Zmožnosti vseh ljudi je možno omejiti na fizični občutek, celo spomin, primerjavo in sodbe. Edina razlika med nami in nižjimi živalmi je naša zunanja organizacija.
2. Samozagledanost, osnovana na ljubezni do užitka in strahu pred bolečino, je edini izvir sodbe, početja in naklonjenosti. Zanj je egoizem norma slehernega delovanja. Človeška bitja so motivirana izključno z iskanjem užitka in izogibanju bolečine. "To dvoje," pravi, "sta, in vedno bosta, edina načela pri početju človeka." Samožrtvovanje je podprto z dejstvom, da občutek ugodja pretehta spremljevalno bolečino in je tako rezultat zavestnega preračuna.
3. Nimamo nobene svobodne izbire med dobrim in zlim. Čisti prav ne obstaja in je relativen – ideja o pravičnosti in nepravičnosti se spreminja v skladu z okoliščinami.

Takšen pogled na človeka je bil v veliki meri Hobbesov - človek je sistem, ki je deterministično kontroliran z ustrezno kombinacijo nagrad in kazni in država mora zagotoviti čim večji užitek.

### Naravna enakost razuma
"Vsi ljudje," je Helvetius trdil, "imamo enako dispozicijo za razumevanje.« Kot narekuje eno izmed mnogih Lockovih načel, je Helvetij človeški um imel za nepopisan list brez prirojenih idej in nagnjenj (tabula rasa). Fiziološka sestava je kvečjemu obrobni dejavnik človekovih značilnosti ali zmožnosti. Vse očitne neenakosti so neodvisne od naravne organizacije, in imajo svoj vzrok v neenakovredni želji po navodilih. Ta želja izvira v strasteh, do katerih so vsi na splošno dobro organizirani ljudje do neke mere dovzetni. Tako vse dolgujemo izobrazbi. Z izobraževanjem je torej mogoče neovirano razvijati človeške umske sposobnosti.
Ta naravna enakost velja za vse ljudi v vseh narodih, in s tem razlike v nacionalnih značilnosti niso posledica prirojenih razlik med ljudmi v njih, ampak stranski produkt tradicije. "Noben narod," je zapisal Helvetius, "nima razloga, da bi se imel za boljšega od drugih zaradi svoje prirojene pogojenosti.«

### Vsemogočnost izobrazbe
Ker imajo vsi ljudje enak naravni potencial, je trdil Helvetij, imajo zato vsi enake zmožnosti za učenje. Tako je izobraževanje metoda, s katero je družba reformirana in obstaja velika možnost občutnega socialnega napredka, ki bi ga lahko prinesla ustrezna porazdelitev izobraževanja. Čeprav se zdi, da imajo ljudje nekatere lastnosti v večjem izobilju od svojih sosedov, razlaga za to prihaja "od zgoraj" – je posledica izobrazbe, zakonov in vlade. "Če se pogosto srečamo v Londonu, z izobraženci, ki jih je veliko težje najti v Franciji," saj je to država, v kateri "ima vsak državljan delež pri upravljanju splošnih poslov." "Umetnost ustvarjanja ljudi," zaključi, "je v vseh državah … izključno povezana z obliko vlade," in tako je izobraževanje prek posredovanja vlade način reforme.
Bistvo njegove ideje je bilo, da ima javna etika uporabno podlago in močno je poudarjal pomembnost kulture in izobrazbe v nacionalnem razvoju. Njegovo razmišljanje je mogoče opisati kot nesistematično.

## Vpliv
Izvirni ideji v njegovem sistemu sta naravna enakost razuma in pomembnost izobraževanja, ki nista bile splošno sprejeti, prav tako v filozofskem sistemu [[John Stuart Mill|Johna Stuarta Milla. Cesare Beccaria navaja, da se je v veliki meri zgledoval po Helvetiju v svojem poskusu za spremembo kazenske zakonodaje. Helvetij je do neke mer vplival tudi na utilitarizem Jeremyja Benthama.
Samostojen Helvetijev pomen je v oblikovanju materialističnega nravstvenega nauka na osnovi načela samoljubja. Sočasno materialistično filozofijo je zastopal Jean Meslier v delu 'Testament', ki so ga v celoti izdali šele 1864, poznala pa sta ga že Voltaire in Holbach. Vseboval je dosleden in filozofsko globlje utemeljeni materializem in sicer v inačici, ki je imela več znanstvene ostrine, kljub temu pa je bila Helvetij bil bolj dosleden.
Dva Helvetijeva učenca že pripadata k teoretikom francoske revolucije: Saint-Lambert (1716-1803) in grof de Volney (1757-1820). Oba sta skušala nadaljevati obdelavo načela samoljubja, poznala pa sta samo konvencionalne načine ponašanja in reakcije ter nobenih pravih nravstvenih vrednot. Revolucijo sta opravičevala kot odločilni korak h gospostvu senzualistično razumljenega uma.

### Kritika
Nemški filozof Johann Georg Hamann je odločno nasprotoval Helvetijevim racionalističnim naukom.
Britanski filozof Isaiah Berlin je v svoji knjigi Svoboda in izdajstvo: šest sovražnikov človekove svobode (Freedom and Betrayal: Six Enemies of Human Liberty) Helvetija navedel, skupaj z Heglom, Fichtejom, Rousseaujem, Saint-Simonom in Maistrom kot enega od šestih "sovražnikov svobode", ki so sestavljali ideološko podlago za sodobno avtoritarnost.

## Poezija
Posledica njegovih pesniških ambicij je pesem Le Bonheur, ki je bila objavljena posmrtno s poročilom o njegovem življenju in delu, ki ga je napisal Jean François de Saint-Lambert leta 1773. V Le Bonheur Helvetij razvija idejo, da se sreča najde le v preoblikovanju interesa enega v interes vseh.